# Łokomotiwnyj
Łokomotiwnyj (ros. Локомотивный) – miasto zamknięte w rosyjskim obwodzie czelabińskim, do 1992 roku znane jako Kartaly-6. Liczy 10 032 mieszkańców (2006).
Miasto znajduje się w odległości 325 km na południowy zachód od Czelabińska i 6 km od stacji kolejowej Kartały.
Łokomotiwvnyj zaczęto budować we wrześniu 1963 roku w celu rozmieszczenia tam 59 Kartalińskiej Dywizji Rakietowej. Oficjalnie miasto stało się jej siedzibą 18 grudnia 1966 roku. W 1979 roku rozmieszczono tam kompleks rakietowy z rakietami RS-20A, a w 1985 roku RS 20B (zgodnie z klasyfikacją NATO SS-18 Satan). W 1992 roku miasto zmieniło nazwę na Łokomotiwnyj. W marcu 2002 roku po podpisaniu przez Rosję umowy ze Stanami Zjednoczonymi o redukcji strategicznych potencjałów ofensywnych rozpoczęła się likwidacja 59 Kartalińskiej Dywizji Rakietowej. W 2004 roku Łokomotiwnyj uzyskał status okręgu miejskiego. W październiku 2005 roku zakończono wyprowadzanie oddziałów wojskowych.